# Kozí (Praha)
Kozí ulice na Starém Městě v Praze vede od  Dlouhé ulice přes Kozí náměstí, kde její nejširší komunikace ústí do Haštalské ulice a  z rozcestí na Kozím náměstí se Kozí ulice  zatáčí k severu přes ulici V kolkovně, protíná ulice Bílkovu, Vězeňskou, Anežskou, U milosrdných a ústí až na nábřeží. Historický název  platí od 18. století podle kozího tržiště.  První písemná zmínka o něm je z roku 1284. 

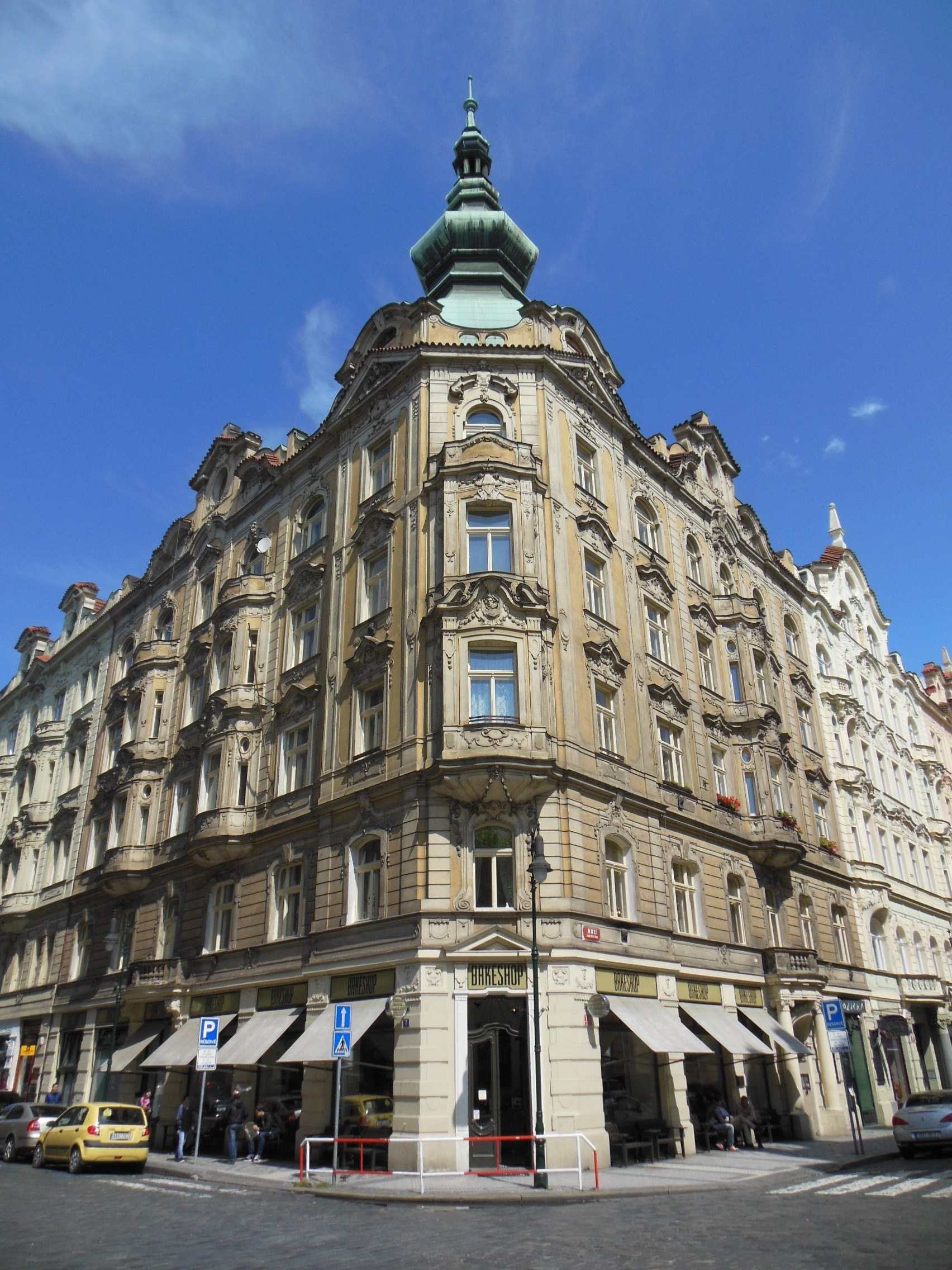
Dům čp.918/I na nároží ulic Kozí 1 a V kolkovně 2

## Historie a názvy
Kozí ulice patří k nejstarším na Starém Městě
- původní název do 14. století zněl Starý uhelný trh (latinsky Forum carbonum antiquum) podle tržiště s dřevěným uhlím, které se ve 14. století přestěhovalo na nynější Uhelný trh
- následující název byl "Hrnčířská" podle převažujícího řemesla zdejších obyvatel,
- od 18. století - 
  - západní část nesla název Horní Kozí
  - východní část se nazývala Dolní Kozí
- po asanaci staré zástavby se ulice v letech 1902-1903 rozšířila, uliční čára zépadní části se napřímila, tím zmizel rozdíl  mezi oběma úseky a celá ulice má název "Kozí".[1]

## Domy, firmy a instituce
- Nárožní nájemní dům čp. 918/I, Kozí 1 / V kolkovně 2;  projekt František Weyr, novobarokní čtyřpatrový dům postaven v letech 1904-1906, na místě zbořeného domu U červeného klobouku; původně v přízemí kavárna, nyní pekařství a vinotéka; památkově chráněno.
- Nájemní dům čp.743/I Kozí 2, Dlouhá 9; postaven roku 1902, projektoval arch. Karel Janda, památkově chráněno
- Nájemní dům (na fasádě nápis U okenice železné) Kozí čp. 917/I, Kozí 3, projekt František Weyr, novobarokní čtyřpatrový dům postaven v letech 1904-1905 na místě zbořeného domu, nazývaného postupně U tří modrých skal a U Valentů; v nice štítu mansardy socha Panny Marie Svatohorské, postaveno r. 1904; památkově chráněno.
- Český báňský úřad - nárožní dům čp.748/I, Kozí 4, Haštalská 2; erární budova postavená pro c. a k. finanční ředitelství v letech 1898-1899, projektoval arch. Antonín Rosenberg; z průjezdu přístup na dvě boční schodiště, v pravém křídle budovy sídlí Puncovní úřad a v nice na podestě má sochu Georgia Agricoly; v levém křídle budovy sídlí Český báňský úřad; památkově chráněno.
- Nájemní novobarokní dům  čp. 916/I, Kozí 5, projekt František Weyr, postaven v letech 1904-1905 na místě zbořeného domu, nazývaného postupně Svídnický, U Trubačů a U  červeného lva, památkově chráněno.
- Dům Společenstva pražských stavitelů - čp. 915/I, Kozí 7, Haštalská ul.; podle projektu Josefa Schulze z roku 1875, postaveno r. 1876 (podle textu pamětní desky v chodbě), úpravy do r. 1877; památkově chráněno.
- Nárožní dům čp. 914/I, secesní dvoutraktový nájemní dům s věží a dvěma vchody: Kozí 9 a Vězeňská 10; projektoval arch. Antonín Makovec (1904-1905), postaveno 1906, několikeré adaptace z let 1912-1990, památkově chráněno.
- Dům U černého orla - čp. 821/I, Kozí 20
- Nemocnice Na Františku, původně klášter milosrdných bratří, U milosrdných 1, Kozí 23-25, Na Františku 8; památkově chráněno
- Dům U Mezulánů čp. 822/I, Kozí 34, byl gotický, v roce 1838 klasicistně přestavěný, zbouraný v 70. letech 20. století.[2]